# Younes Al Shibani
Younes Al Shibani (ar. يونس الشيباني, ur. 27 czerwca 1981 w Misracie) – libijski piłkarz grający na pozycji środkowego obrońcy.

## Kariera klubowa
Karierę piłkarską Shibani rozpoczął w klubie Asswehly Misrata. W 2004 roku zadebiutował w jego barwach w pierwszej lidze libijskiej. W zespole tym występował do końca roku 2003, a na początku 2004 roku przeszedł do Olympic Azzaweya. Zawodnikiem Olympicu był do końca sezonu 2005/2006. Latem 2006 roku został piłkarzem Al-Ittihad Trypolis. W swoim pierwszym sezonie spędzonym w Al-Ittihad wywalczył zarówno mistrzostwo kraju, jak i zdobył Puchar Libii i Superpuchar Libii. W swojej karierze jeszcze trzykrotnie zostawał mistrzem kraju w latach 2008, 2009 i 2010, jeden raz zdobył krajowy puchar w 2009 roku i trzykrotnie superpuchar w latach 2008, 2009 i 2010. W 2011 roku odszedł do marokańskiego Olympique Khouribga. W 2012 roku powrócił do Al-Ittihad Trypolis.

## Kariera reprezentacyjna
W reprezentacji Libii Shibani zadebiutował w 2003 roku. W 2006 roku w Pucharze Narodów Afryki 2006 rozegrał 2 spotkania: z Egiptem (0:3) i z Wybrzeżem Kości Słoniowej (1:2).